# 天穿日
天穿日（客語白話字: thiên chhôn ngit），又稱天穿節或補天節，古代女媧補天傳說，為華人感念女媧補天，救助人類的特殊節慶，但在各華人族群逐漸式微。

## 簡介
明代楊慎《詞品》云：「宋以前，正月二十三日為天穿日，言女媧氏以是日補天，俗以煎餅置屋上，名曰補天穿，今其俗廢久。」
最早记载天穿节的资料是东晋王嘉所撰《拾遗记》，类书《渊鉴类函》卷一三〈岁时部〉记载：“补天穿。《拾遗记》云：‘江东俗称正月二十日为天穿日，以红缕系煎饼置屋上，曰补天穿。’相传女娲氏以是日补天故也。”宋代李觏《正月二十日俗号天穿日以煎饼置屋上谓之补天感而为诗》说：“娲皇没有几多年，夏伏冬愆任自然。只有人间闲妇女，一枚煎饼补天穿。”。

## 官方制定
中華民國在2010年1月27日所公布的《客家基本法》中的第十四條明確指中華民國政府應訂定全國客家日，以彰顯客家族群對台灣多元文化之貢獻。
行政院客家委員會在廣徵客家人士意見後，宣布把全國客家日定在天穿日（農曆正月二十）。
2022年1月6日客家委員會為彰顯全國客家日應具備之當代精神與意涵，回應2018年客家基本法修正案立法院附帶決議，並突顯客家族群發起公民運動，爭取語言發展，影響90年代對於本土語言之重視，公告調整12月28日「還我母語運動日」（還我客家話運動）為全國客家日，至天穿日因仍為客家地區沿習已久之民俗節慶，故該會仍會持續協助地方政府辦理相關節慶活動。

## 外部連結
- 好客小學堂《天穿日》
- 中華民國全國客家日活動網站